# Carreras Argentinas
Carreras Argentinas (anteriormente llamado Automovilismo para todos) es un programa de automovilismo emitido por la TVP y Motor Play. Transmite todas las categorías de la ACTC, el Turismo Nacional y el Turismo Pista

## Historia
En 2012 la ACTC rescindió el contrato con Carburando y firmó con la Jefatura de Gabinete de Ministros para la emisión de sus categorías a través de los medios públicos con producción de Pistas Argentinas. En 2015 la ACTC tras la creación de su propia productora (ACTC Media TV) paso a hacerse cargo de las emisiones y desde 2016 pasó a ser financiado totalmente por el ente del automovilismo tras 4 años de ser financiado gubernamentalmente y cambiando su nombre de Automovilismo para todos a Carreras Argentinas

## Transmisiones
| Programas       | Horarios      | Canal          |
| --------------- | ------------- | -------------- |
| Entrenamientos  | Sábado 11:00  | Motor Play     |
| Clasificaciones | Sábado 15:00  | Motor Play     |
| Series          | Domingo 09:00 | Motor Play     |
| Finales         | Domingo 11:00 | TVP-Motor Play |

## Canales
- 360TV
- América Televisión (Argentina)
- Canal 26 (Argentina)
- CN23 (Canal Desaparecido)
- Crónica Televisión
- DeporTV
- Telemax